# Faucogney-et-la-Mer
Faucogney-et-la-Mer település Franciaországban, Haute-Saône megyében. Lakosainak száma 446 fő (2022. január 1.). Faucogney-et-la-Mer Amont-et-Effreney, Écromagny, Esmoulières, Ternuay-Melay-et-Saint-Hilaire, La Voivre és Servance-Miellin községekkel határos.

## Népesség
A település népességének változása:
| Lakosok száma | 568  | 558  | 570  | 530  | 504  | 477  | 467  | 456  | 446  |
|               | 2013 | 2015 | 2016 | 2017 | 2018 | 2019 | 2020 | 2021 | 2022 |